# Widin
Widin (fl. VI secolo) è stato un militare ostrogoto nobile attestato in Italia.

## Biografia
Dopo la sconfitta di re Teia ad opera dei Bizantini del generalissimo Narsete nella battaglia dei Monti Lattari (a sud di Napoli) nell'ottobre del 552, Widin organizzò la resistenza ostrogota: guidò una ribellione nell'Italia settentrionale nel corso degli anni cinquanta del VI secolo, presumibilmente a Verona e a Brescia. Ottenne il sostegno nell'impresa del condottiero franco Amingo, che comandava l'esercito franco che aveva occupato buona parte delle Venezie; quando Narsete, intorno al 561, si apprestava con l'esercito a varcare il fiume Adige, per affrontare Widin, Amingo si accampò sull'altro lato, spingendo Narsete ad inviargli due messageri per cercare di convincerlo a concedere il passaggio; Amingo però si rifiutò, dicendo agli ambasciatori che non avrebbe ceduto finché avesse avuto una mano con cui poter afferrare un dardo. Il seguito della storia è narrata da Paolo Diacono, che ci riferisce che Widin e Amingo si unirono contro Narsete ma vennero entrambi sconfitti in battaglia dal generale bizantino: mentre il condottiero franco «venne ucciso dalla spada di Narsete», migliore sorte capitò a Widin, catturato e esiliato a Costantinopoli. Fonti orientali (Teofane Confessore, Giovanni Malala, Giorgio Cedreno) e occidentali (Agnello Ravennate) riferiscono che nel 561/562 Narsete strappò ai Goti Verona e Brescia; la coincidenza temporale tra la presa di queste due città e la rivolta e la sconfitta di Widin sembra suggerire che il condottiero ostrogoto avesse condotto la rivolta di Verona e Brescia, e che la sua sconfitta determinò la caduta in mano bizantina di queste città.